# Средњошколски центар Рудо
Средњошколски центар Рудо је носилац средњошколског образовања у општини Рудо. Налази се у улици Цара Душана 35.

## Историјат
Средњошколски центар Рудо је основан 1968—1969. под називом Гимназија „24. октобар”. Године 1973. је формиран Средњошколски центар „Филип Кљаић Фића”. Од 1993—1994. носи данашњи назив Средњошколски центар Рудо. Настава се одвија у једној смјени, у просторијама центра око 5000m² теоретски дио и у школској радионици око 400m² практична настава. Садрже кабинете који су опремљени у складу са захтјевима модерне наставе, школску радионицу са машинама и алатима потребним за практичну обуку ученика из стручних предмета и путничке аутомобиле технички прилагођене за извођење практичне наставе за обуку ученика који се оспособљавају за занимање Возач моторних возила. Од образовних профила, у посљедњих неколико година, садрже смјерове Гимназија, Машинство и обрада метала – Техничар машинске енергетике, Техничар ЦНЦ технологија и Бравар заваривач и Саобраћај – Техничар друмског саобраћаја и Возач моторних возила.